# Marcos Witt
Jonathan Mark Witt Holder (San Antonio, Texas; 19 de Mayo de 1962), conocido simplemente como Marcos Witt, es un cantante, compositor, autor, conferencista, y pastor estadounidense.  Entre 2000 y 2012 fue pastor del ministerio hispano en la Iglesia Lakewood, junto a su esposa Miriam Lee. Conocido por sus canciones como Un adorador, Tu fidelidad, Enciende una luz, Exáltate, Al que es digno, Venció, Tu mirada, Motivo de mi canción, Renuévame, Levántate señor, Temprano yo te buscaré, Gracias, Al estar aquí, Yo te busco, En los montes, En los valles, Dios de pactos, Cuán bello es el señor, Hermoso eres, Somos el pueblo de Dios, Sana nuestra tierra, Poderoso Dios, entre otros.
Con casi cuatro décadas de carrera, Witt se ha destacado como uno de los cantantes cristianos más influyentes en español, millones de personas han asistido a sus conciertos cada año y sus producciones son de las más aclamadas y premiadas. Es autor de más de una docena de libros de mayor venta. Trabajó con John Maxwell desarrollando líderes para Latinoamérica.
Mantiene un récord en las premiaciones de la Academia Musical Cristiana desde la perspectiva latina, con 50 premios recibidos y por ganar en la mayoría de categorías posibles.

## Biografía
Es el segundo de 3 hijos del matrimonio de Jerry Witt y Nola Holder, jóvenes misioneros estadounidenses, quienes en ese mismo año de 1962 se trasladaron a Durango, México en donde iniciaron una obra misionera. La misma, habiendo quedado inconclusa al poco tiempo debido a la trágica muerte de su padre Jerry Witt, el avión que piloteaba Jerry cayó en un pueblo de la sierra de Zacatecas en un “accidente” que nunca fue esclarecido. Jerry Witt y su acompañante murieron; en ese tiempo, la persecución a los evangelistas era muy fuerte, la obra continúa hoy en día siendo atendida por su madre Nola Holder. Su padre, Jerry Witt, falleció cuando Marcos cumplió los 3 años de edad.
Su madre, Nola Holder, contrajo segundas nupcias años después con Francisco Warren, misionero estadounidense que continuó la visión misionera de su difunto esposo. Se quedó en Durango para fundar y desarrollar nuevas congregaciones y para acompañar a Nola. Lorena y Nolita Warren Holder nacieron años después de este segundo matrimonio.
Francisco Warren fue quien asumió el rol de padre adoptivo e inculcó en el pequeño Marcos el estilo de vida del cristianismo. De joven, Marcos fue designado como ministro y líder musical en una congregación cristiana de San Antonio y, tras realizar estudios básicos en el American School of Durango, México, estudió música en la Universidad Juárez de Durango. Paralelamente inició sus estudios de Teología en el Institute Bible College de la ciudad de San Antonio, Texas. Luego avanzó en su preparación musical y ministerial en la Universidad de Nebraska y en un conservatorio privado.
,

## Vida personal
En 1986 se casó con la canadiense Miriam Lee (n. 1963-), con quien tiene cuatro hijos: Elena Jannette (1987), Jonathan David (1990), Kristofer Marcos (1991) y Carlos Franklin (1994). En 2012 tuvo un accidente acuático que lo dejó sin voz por 6 meses. En su concierto en el Chaco de febrero de 2015 dijo que se había recuperado y que fue gracias a Dios. Dijo que «Dios sigue siendo Dios siempre» y presentó su último álbum titulado «Sigues Siendo Dios».

## Carrera
Marcos Witt fundó en el año de 1987 el Grupo CanZion, llamado en un principio: CanZion Producciones, una empresa mexicana productora de música cristiana moderna en español. Su primer disco Canción a Dios, producido en 1986, interpretado por él mismo, marca el inicio formal de su carrera musical, un año más tarde ganaría su primer reconocimiento en toda su historia musical: como vocalista masculino del año en los Premios AMCL de 1987; pero fue en 1991 con el Disco Proyecto AA que proyectó su música al ámbito internacional, entre algunas de las canciones se destaca «Renuévame», ganadora como composición del año 1992 en los Premios AMCL.
Además de CanZion Producciones, Marcos fundó otras empresas como Pulso Records  y Más Que Música. También es fundador del Instituto CanZion, que iniciara en 1994 como CCDMAC (Centro de Capacitaciones y Dinámicas Musicales, A.C.). El Instituto CanZion es una escuela de música que tiene como fin formar líderes de alabanza en todo el mundo, actualmente cuenta con más de 79 franquicias en América, Europa y África. En el área de literatura, Marcos ha escrito a la fecha 10 libros en español, uno de ellos traducido también al inglés. Por ello fue que en el 2000 Argentina se convierte en el país elegido para construir el Instituto CanZion Fuera de México, pensando en dar el salto al mercado Europeo a través de España. 
Durante su carrera ha realizado numerosos conciertos, uno de los más memorables es la celebración nocturna en Ciudad de México llamado "Homenaje a Jesús" en el Estadio Azteca. Con más de 100,000 personas presentes ese día y al lado de cantantes como Marco Barrientos, Danilo Montero, y Jorge Lozano.
A partir del 15 de septiembre de 2002, Marcos pasó a ser líder de la comunidad hispana de la Iglesia Lakewood. También ha ganado premios como Gente (en 2001) por Ritmo Latino y el Grammy Latino (en septiembre de 2003, 2004, noviembre de 2006 y 2007) por mejor álbum de música cristiana en español).
A lo largo de su trayectoria Marcos Witt ha sido distinguido en ciudades de Argentina, Panamá, Chile, Brasil, México, Colombia, Honduras, El Salvador, Guatemala y Paraguay con las «Llaves de la Ciudad».
A pesar de que Marcos Witt no es un actor de doblaje profesional prestó su voz en la serie de televisión Angels Wars.

### 25 años de carrera musical
Celebró sus 25 años de ministerio en su último año en Lakewood Church, ahí compartió escenario con Alex Campos, Crystal Lewis, Jesús Adrián Romero, Danilo Montero, Marco Barrientos, Coalo Zamorano, Marcela Gándara, Ray Alonso, Josue Del Cid, y Emmanuel Espinosa entre otros artistas cristianos de fama internacional. El álbum estuvo nominado en los Premios Grammy Latinos de 2011, obteniendo el galardón como Mejor Álbum Cristiano en Español.
En octubre de 2024 anunció Legado: Generaciones Adorando” A través de sus redes sociales, Witt compartió un proyecto de sus canciones más populares que reúne a varias voces jóvenes de la música cristiana, con el propósito de continuar el legado de la adoración entre generaciones.

## Controversias
En más de una ocasión, Marcos Witt ha sido objeto de controversia por su influencia y representación de la Iglesia Protestante. [cita requerida]
El 19 de junio de 2006, Witt participó en un evento Ecuménico llamado "Comunión Renovada de Evangélicos y Católicos en el Espíritu Santo" (C.R.E.C.E.S.), realizado en el Luna Park de Buenos Aires, Argentina. Durante el evento el cantante dijo haberse unido para "investigar ese camino" y "caminar por esa vereda diferente", lo cual originó el cuestionamiento de un periodista chileno  que dio paso a que surgiera una controversia sobre su afiliación doctrinal. En respuesta a la crítica del periodista chileno, Marcos Witt declaró "no buscar ningún rumbo nuevo", y negó ser ecuménico.[cita requerida]
Por otro lado, después de que Witt incursionara en el género musical del reguetón, considerado un ritmo "secular" por varias sectas fundamentalistas, se le preguntó al cantante al respecto, y en una entrevista con el diario El Universal, Witt declaró que "fue Dios quien había inventado el Reggaeton".
En otra ocasión, tras recibir críticas y polémicas en Internet por aparecer en un mismo evento  junto a Daddy Yankee en los 10 años de los Premios Billboard De La Musica Latina 2008, Marcos Witt fue criticado por varios sectores conservadores cristianos. Más tarde, en 'Casa de Dios', Witt declaró que no actuaron juntos en escena si bien aparecieron en el mismo evento, y enseguida llamó "idiotas" a los que por esto cuestionaban su postura doctrinal en blogs de Internet, y calificó de "mensos" a quienes llamaban "apóstata" a su música. El pastor bautista reformado Paul Washer desaprobó su actitud en un sermón titulado "La Santidad de Dios".[cita requerida]
En 2006, Witt se reunió junto a diversos líderes políticos, junto con John Maxwell, y Juan Vereecken. En Colombia, sostuvo una acalorada discusión con el escritor anticlerical Ricardo Abdahllah.[cita requerida]

## Libros
- Adoremos
- A Worship Filled Life
- Biblia en Su presencia
- ¡Decida bien!
- Enciende una luz

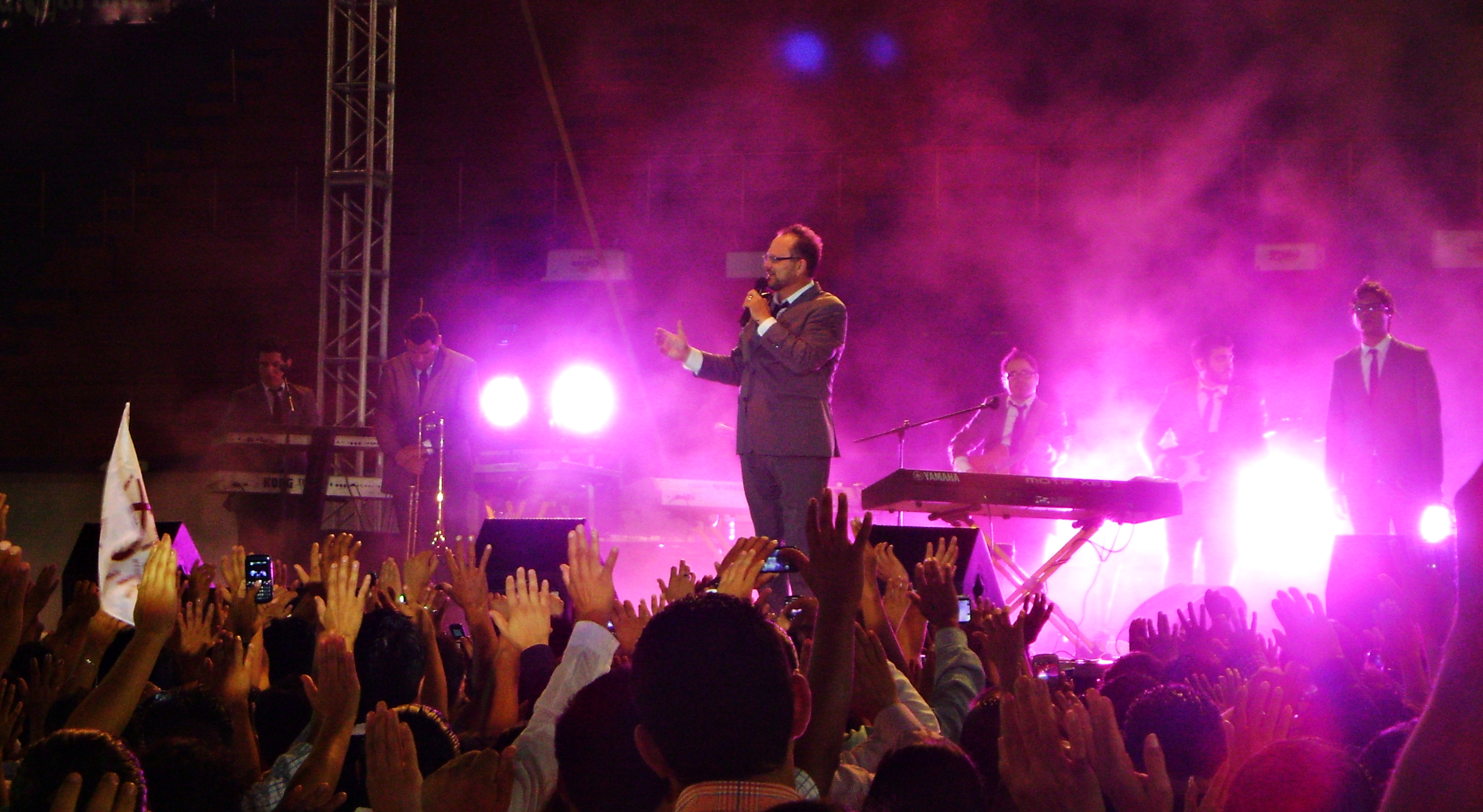
Marcos Witt, pastor y músico cristiano en un concierto en Cancún en 2012.

- Liderazgo al extremo* ¿Qué hacemos con estos músicos?
- Renueva tus neuronas
- Señor, ¿en qué puedo servirte?
- Cómo ejercer la verdadera autoridad
- Una vida de excelencia
- ¿Cómo puedo desarrollar mis talentos?
- Dile adiós a tus temores
- Los ocho hábitos de los mejores líderes

## Discografía
| Año  | Álbum                                                       |
| ---- | ----------------------------------------------------------- |
| 1986 | Canción A Dios                                              |
| 1987 | Instrumento De Adoración                                    |
| 1988 | Adoremos!                                                   |
| 1988 | Instrumento De Adoración ll                                 |
| 1990 | Proyecto AA                                                 |
| 1991 | Tú Y Yo (En Vivo)                                           |
| 1991 | Instrumento De Adoración lll                                |
| 1991 | A Una Voz (con Torre Fuerte)                                |
| 1992 | Te Anhelo                                                   |
| 1992 | Te Exaltamos (En Vivo)                                      |
| 1993 | Alcanzando A Las Naciones                                   |
| 1993 | Grandes Son Tus Maravillas (con Jaime Murrell)              |
| 1993 | Poderoso (En Vivo)                                          |
| 1994 | Lo Mejor De Marcos Witt I                                   |
| 1994 | ¡Alabadle! (En Vivo)                                        |
| 1995 | Recordando... Una Misma Senda                               |
| 1996 | Venció (En Vivo)                                            |
| 1996 | Es Navidad (En Vivo)                                        |
| 1997 | Preparad El Camino (En Vivo)                                |
| 1998 | Lo Mejor De Marcos Witt II                                  |
| 1998 | Lo Mejor De Instrumentales                                  |
| 1998 | Enciende Una Luz (En Vivo)                                  |
| 1999 | Homenaje A Jesús (En Vivo)                                  |
| 1999 | Él Volverá (En Vivo)                                        |
| 1999 | Colección En Vivo                                           |
| 2000 | Dios Al Mundo Amó                                           |
| 2000 | Todos Deben De Saber                                        |
| 2000 | Venceu                                                      |
| 2001 | Vivencias                                                   |
| 2001 | Sana Nuestra Tierra (En Vivo)                               |
| 2002 | El Encuentro                                                |
| 2002 | Dios De Pactos (En Vivo)                                    |
| 2003 | Lo Mejor De Marcos Witt III                                 |
| 2003 | Declaramos A Las Naciones (con Kristy Motta y Eric Perdomo) |
| 2003 | Amazing God (En Vivo)                                       |
| 2003 | Recordando Otra Vez (En Vivo)                               |
| 2004 | Tiempo De Navidad                                           |
| 2004 | Christmas Time                                              |
| 2004 | Antología                                                   |
| 2005 | Dios Es Bueno                                               |
| 2006 | Alegría (En Vivo)                                           |
| 2007 | Sinfonía Del Alma (En Vivo)                                 |
| 2008 | Sobrenatural (En Vivo)                                      |
| 2009 | En Adoración                                                |
| 2010 | Sólo Para Bebés                                             |
| 2011 | 25 Concierto Conmemorativo                                  |
| 2012 | Sesión Acústica (En Vivo)                                   |
| 2014 | Sigues Siendo Dios                                          |
| 2015 | Sigues Siendo Dios (En Vivo)                                |
| 2016 | Canción A Dios (Remasterizado)                              |
| 2016 | Tú Y Yo (Remasterizado)                                     |
| 2017 | Jesús Salva (En Vivo)                                       |
| 2018 | Plenarias Adoradores                                        |
| 2020 | Tiempo De Navidad (Remasterizado)                           |
| 2020 | It's Christmas Time (Remastered)                            |
| 2021 | Viviré                                                      |
| 2023 | Tu Iglesia                                                  |
| 2025 | Legado                                                      |